# Levi Fontaine
Levi Fontaine (Filadelfia, Pensilvania; 1 de noviembre de 1948) es un exjugador de baloncesto estadounidense que disputó una temporada en la NBA. Con 1,93 metros de estatura, jugaba en la posición de base.

## Trayectoria deportiva

### Universidad
Jugó durante cuatro temporadas con los Hawks de la Universidad de Maryland Eastern Shore, anotando en total 1.816 puntos, el tercer máximo anotador de la historia de la universidad, promediando en su última temporada 23,6 puntos por partido. Es, junto a Jake Ford, Ken McBride y Tal Skinner uno de los únicos cuatro jugadores salidos de dicha institución en llegar a jugar en la NBA.

### Profesional
Fue elegido en la septuagésima posición del Draft de la NBA de 1970 por San Francisco Warriors, y también por The Floridians en el Draft de la ABA, fichando por los primeros. Allí jugó una temporada, en la que promedió 3,8 puntos por partido.

## Estadísticas de su carrera en la NBA

### Temporada regular
| Temporada | Edad | Equipo                 | Liga | Pos. | P  | TIT | MIN | TC  | TCA | %TC  | 3P | 3PA | %3P | TL  | TLA | %TL  | R.OF. | R.DEF. | REB | ASIS | ROB | TAP | PER | FP  | PTS |
| 1970-71   | 22   | San Francisco Warriors | NBA  | SG   | 35 |     | 6.0 | 1.5 | 4.1 | .366 |    |     |     | 0.8 | 1.1 | .757 |       |        | 0.4 | 0.6  |     |     |     | 0.8 | 3.8 |
| Total     |      |                        | NBA  |      | 35 |     | 6.0 | 1.5 | 4.1 | .366 |    |     |     | 0.8 | 1.1 | .757 |       |        | 0.4 | 0.6  |     |     |     | 0.8 | 3.8 |

### Playoffs
| Temporada | Edad | Equipo                 | Liga | Pos. | P | TIT | MIN | TC  | TCA | %TC  | 3P | 3PA | %3P | TL  | TLA | %TL  | R.OF. | R.DEF. | REB | ASIS | ROB | TAP | PER | FP  | PTS |
| 1970-71   | 22   | San Francisco Warriors | NBA  | SG   | 2 |     | 4.5 | 1.0 | 1.5 | .667 |    |     |     | 0.5 | 1.5 | .333 |       |        | 0.0 | 0.0  |     |     |     | 1.0 | 2.5 |
| Total     |      |                        | NBA  |      | 2 |     | 4.5 | 1.0 | 1.5 | .667 |    |     |     | 0.5 | 1.5 | .333 |       |        | 0.0 | 0.0  |     |     |     | 1.0 | 2.5 |